# Tauno Ilmoniemi
Tauno Ilmoniemi (Kuopio, 16 de maio de 1893 — Oulu, 21 de setembro de 1934) foi um ginasta finlandês que competiu em provas de ginástica artística pela nação.
Ilmoniemi é o detentor de uma medalha olímpica, conquistada na edição de 1912, nos Jogos de Estocolmo. Na ocasião, foi o medalhista de prata da prova coletiva de sistema livre ao lado de seus dezenove companheiros de equipe, quando superou a nação da Dinamarca, embora tenha sido derrotado pela seleção da Noruega.